# کایوس (اسپانیا)
کایوس (به اسپانیایی: Callús) یک منطقهٔ مسکونی در اسپانیا است که در Bages واقع شده‌است. کایوس ۱۲٫۵ کیلومتر مربع مساحت و ۱٬۹۸۵ نفر جمعیت دارد.